# Sergios II. (Jerusalem)
Sergios II. war von 908 bis 911 orthodoxer Patriarch von Jerusalem. Seine genauen Lebensdaten sind nicht bekannt.
Zusammen mit dem früheren Patriarchen von Jerusalem Sergios I. wird seiner in der orthodoxen Kirche am 15. Juni gedacht.